# Kaivalya
Kaivalya (devanāgarī : कैवल्य) est un terme sanskrit qui signifie « isolement », « détachement de tous les liens » ou encore « libération » dans la philosophie du yoga et du samkhya. 
Associé au terme mukti,  kaivalyamukti désigne la libération éternelle (des renaissances), but du rāja yoga.

## Dans l'hindouisme
Dans l'hindouisme, kaivalya est l'état de celui qui a réussi à se détacher entièrement de la nature ou prakriti. Sa conscience (purusha) est alors libérée de la matière. Ce terme sanskrit vient de la philosophie du samkhya et des Yoga-sûtra de Patanjali. Il est employé par les mouvements religieux se référant à ceux-ci, notamment la tradition Virashaiva - une tradition shivaïte fondée par Basava (1125 -1167) - de l'époque Vijayanagar, qui fournit une abondante littérature dite kaivalya.